# ナンダカンダ
「ナンダカンダ」は2000年3月8日にリリースされた藤井隆の1枚目のシングル。発売元はアンティノスレコード。

## 概要
浅倉大介プロデュースによるデビューシングル。自己最高の28.7万枚（オリコン調べ）のセールスを記録。この曲で第51回NHK紅白歌合戦に出場したほか、2000年度日本有線放送大賞新人賞を受賞している。
作詞を手掛けたGAKU-MCがアルバム『世界が明日も続くなら』にてセルフカバーしているほか、日野茜（赤﨑千夏）がアルバム『THE IDOLM@STER CINDERELLA MASTER Passion jewelries! 002』、音速ラインがアルバム『YEAH♪♪ 〜YOSHIMOTO COVER&BEST〜』にて、それぞれカバーしている。
写真週刊誌『FLASH』によると、ジェイソン・ドノヴァンの1989年の楽曲「Too Many Broken Hearts」に酷似しているとインターネットなどで話題になったという。
2018年8月20日にNHK総合で放送された「おげんさんといっしょ」の第二回では、星野源が編曲した｢ナンダカンダ おげんさんバージョン｣が披露された。
2023年6月30日、YouTubeチャンネル「THE FIRST TAKE」にて、オリジナルの作曲・編曲者である浅倉大介による新たなアレンジで披露された。浅倉自身もキーボードとして収録に参加し、コーラスはAMAZONSが担当した。
2025年4月から大塚製薬オロナミンC CMにて歌われている。母親役の女性（穴田有里）が、就活中の娘役の人（上坂樹里）へ歌っている。

## 収録曲
1. ナンダカンダ（3:24）
作詞：GAKU-MC、作曲・編曲：浅倉大介
2. ナンダカンダ あんたなんだ次の番は。 (3:24)
オリジナルカラオケ。「あんたなんだ次の番は」は歌詞の一節。

## 参加ミュージシャン
- キーボード：浅倉大介
- トランペット：数原晋
- トランペット：横山均
- トロンボーン：西山健治
- アルト・サックス：ジェイク・コンセプション
- コーラス：斉藤久美
- コーラス：菅木真智子
- コーラス：吉川智子

## 収録アルバム
以下作品のうち、★マークは藤井隆名義のアルバム。
- 『DAynamite Mix Juice1-you know beat?-』（2000年7月19日）
- 『TRY TRY TRY[ピアノよ歌え] スペシャル＊J-POP特集2000＊』（2000年7月19日）
- 『KARAOKE CANDY POT Selection 2000 〜Women & Men〜』（2001年12月1日）
- ★『ロミオ道行』（2002年2月14日）
- 『d・collection -the best works of daisuke asakura-』（2006年9月20日）
- 『J-ポッパー伝説［DJ 和 in No.1 J-POP MIX］』（2008年3月26日）
- 『あらびき団フェス 歌ネタをCDにしちゃいました Vol.1』（2009年10月21日）
- 『J-シンセ伝説［DJ 和 in No.1 J-POP MIX］』（2014年2月26日）
- 『YEAH♪♪ 〜YOSHIMOTO COVER&BEST〜』（2014年5月28日）
- ★『ザ・ベスト・オブ藤井隆 AUDIO VISUAL』（2015年10月21日）
- 『THE BEST WORKS OF DAISUKE ASAKURA quarter point』（2016年9月28日）

## カバー
- 日野茜（赤﨑千夏） - アルバム『THE IDOLM@STER CINDERELLA MASTER Passion jewelries! 002』収録。